# Stralsbach

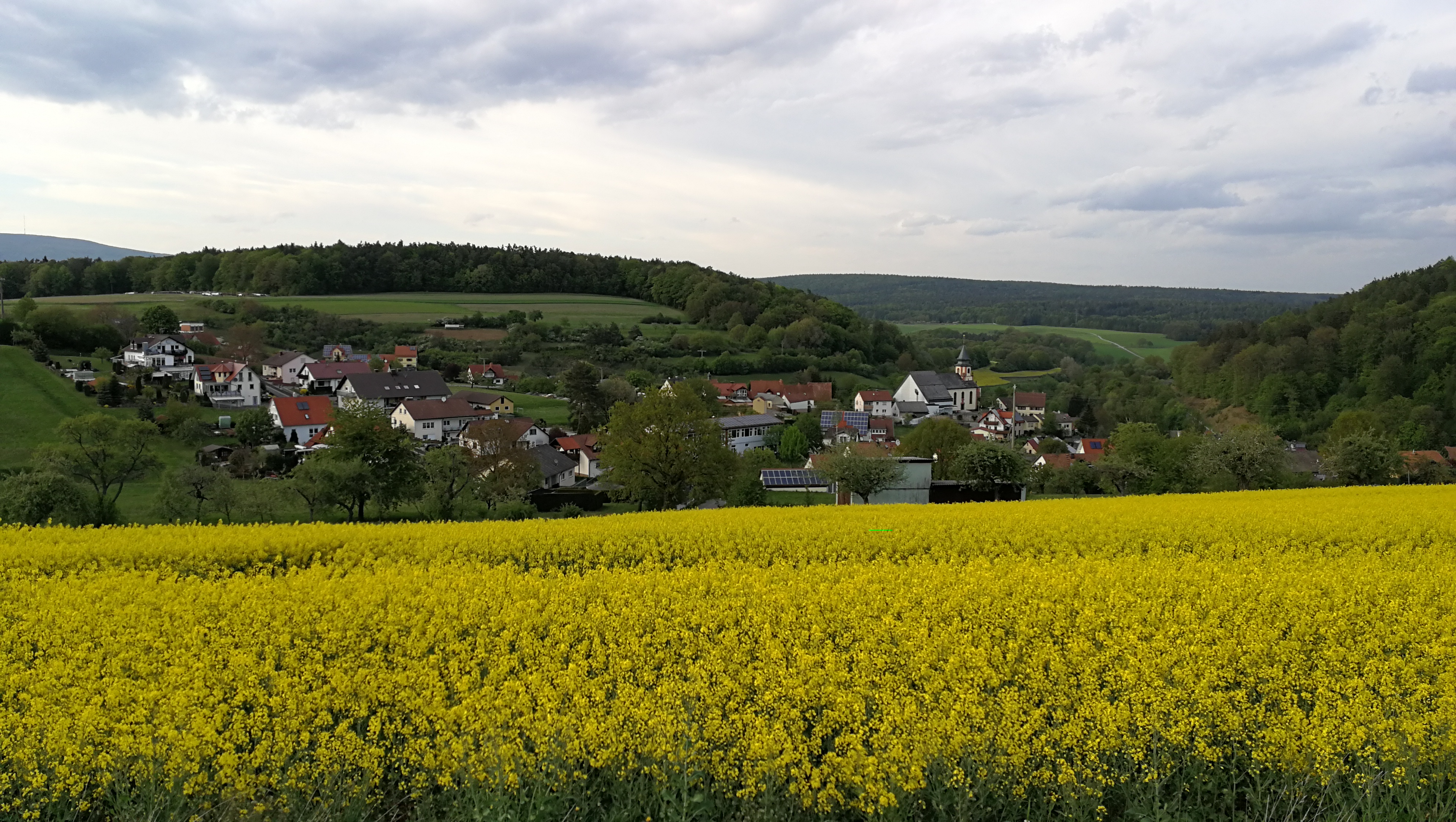
Das Unterdorf aus südwestlicher Richtung

Stralsbach ist ein Gemeindeteil des Marktes Burkardroth im unterfränkischen Landkreis Bad Kissingen in Bayern.

## Geographische Lage
Das Pfarrdorf Stralsbach liegt südlich von Burkardroth. Durch den Ort führt die Kreisstraße KG 15, die westwärts zum Burkardrother Gemeindeteil Lauter leitet und dabei die Bundesstraße 286 zwischen Bad Kissingen und Bad Brückenau kreuzt; ostwärts mündet die KG 15 in die Staatsstraße 2430 (nach Burkardroth bzw. Aschach).

## Allgemeines
Der Ort liegt am Fuße des Mühlberges im Biosphärenreservat Rhön. Nach Bad Kissingen sind es zehn Kilometer. Zu Stralsbach gehören 256 Hektar Wald. Durch den Ort verläuft der Hochrhöner, ein 180 Kilometer langer Wanderweg. Ortsreferent ist Bernd Müller.

## Geschichte
1234 signierte ein Albertus de Strelebach als Zeuge eine Urkunde. Dies war die erste Erwähnung des Ortes. Eigenständige Pfarrei wurde Stralsbach im Jahr 1594. Die erste Schule ist 1625 erstmals bezeugt. Neue Schulen wurden in den Jahren 1783 und 1965 gebaut. 1594 wurde die alte Kirche abgerissen und eine neue gebaut. Auch diese wurde 1801 erneuert, weil sie baufällig geworden war. Die Kirche steht als Bergkirche hoch über dem Ort.
Am 1. Januar 1972 wurde der Ort im Zuge der Gebietsreform in Bayern nach Burkardroth eingemeindet. Ursprüngliche Pläne einer Eingemeindung Stralsbachs nach Bad Kissingen scheiterte an der räumlichen Entfernung zwischen beiden Orten. Im Oktober 1971 hatten Befragungen und Abstimmungen in den Dörfern, die nach Burkardroth eingemeindet werden sollten, stattgefunden. Von den 186 abgegebenen Stimmen in Stralsbach fielen 117 zugunsten der Eingemeindung aus. Stralsbachs letzter Bürgermeister vor der Eingemeindung war Benno Schlereth.

## Bauwerke

### St.-Oswald-Kirche
Die St.-Oswald-Kirche wurde im Jahr 1801 erbaut und ersetzte einen, möglicherweise 1618 vielleicht anstelle einer noch älteren Kirche errichteten, Vorgängerbau. Im Jahr 1974 wurde die St.-Oswald-Kirche mit einem umfangreichen Erweiterungsbau ergänzt; die vorherige Bausubstanz ist nur noch teilweise vorhanden.

### Kriegergedächtniskapelle
Aus dem Jahr 1865 stammt die Kapelle am Stationsberg des Ortes, die im Jahr 1921 zur Kriegergedächtniskapelle umgeweiht wurde. Bereits 1860 waren die Kreuzwegstationen entstanden, die vom Silberdistelweg aus zur Kapelle führen. Die Muttergotteskapelle am Fuße des Kreuzweges wurde im Jahr 1892 errichtet.

## Sonstiges
- Im Ort gibt es einen katholischen Kindergarten (St. Oswald)
- Durch den Ort fahren Busse der Linie 8142 des Omnibusverkehrs Franken
- Bis zur Bundesstraße 286 sind es etwa 1,5 Kilometer
- An der Hermannsruhe gibt es einen von der Grundschule Burkardroth betreuten Waldlehrpfad (wird noch weiter ausgebaut) und ein „Insektenhotel“